# Vinça
Vinça (în catalană Vinça) este o comună în departamentul Pyrénées-Orientales din sudul Franței. În 2009 avea o populație de 1.904 de locuitori.

## Evoluția populației
| An        | 1975  | 1982  | 1990  | 1999  | 2006  | 2009  |
| --------- | ----- | ----- | ----- | ----- | ----- | ----- |
| Populație | 1.587 | 1.589 | 1.655 | 1.666 | 1.833 | 1.904 |